# Dime si puedo encontrarte
Dime si puedo encontrarte es el primer álbum del cantautor peruano Jorge Pardo, disco que se encuentra en el género pop con influencias soul y balada. Grabado y mezclado en los Estudios Elías Ponce, con excepción de «Al final de una historia» (tema principal de la telenovela Canela) grabada en Clap estudios y «Nunca es tarde para amar» grabada en Digital Audio estudios.
En este disco resalta las participaciones de Pedro Suárez-Vértiz en la guitarra eléctrica para la primera versión del tema «Ya conseguiste mi amor» (tema que formó parte de la banda sonora de la telenovela Gorrión como pista de cierre al final de cada capítulo) y Jean Pierre Magnet en el saxofón alto para el tema «Nunca es tarde para amar».

## Lista de canciones
Contiene 8 temas, de los cuales 3 temas son composiciones propias del artista y el tema «Si nos volvemos a amar» ("Stand up for love" de Michael Bolton-B. y Mann-C. Weil) cuya adaptación al español estuvo a cargo de Jorge Pardo. Contiene elementos funk, el uso de digipianos y coros gospel de la época.

### Disco
| N.º   | Título                           | Música                                              | Duración |  |
| 1.    | «Dime si puedo encontrarte»      | Jorge Pardo                                         | 5:01     |  |
| 2.    | «Nunca es tarde para amar»       | Jorge Pardo/Eudin Maeshiro                          | 3:32     |  |
| 3.    | «Bla bla bla»                    | Christian Yaipén                                    | 4:49     |  |
| 4.    | «Al final de una historia»       | Gonzalo Polar                                       | 4:41     |  |
| 5.    | «No puedo dejar de pensar en ti» | Kike Robles                                         | 4:32     |  |
| 6.    | «Ya conseguiste mi amor»         | Gonzalo Polar                                       | 2:49     |  |
| 7.    | «Si nos volvemos a amar»         | Michael Bolton Mann/C. Weil/Jorge Pardo(Adaptación) | 4:44     |  |
| 8.    | «Sin ti»                         | Jorge Pardo                                         | 5:30     |  |
| 35:38 |                                  |                                                     |          |  |

## Créditos
- Jorge Pardo – Voz principal
- Pedro Suárez-Vértiz - Guitarra eléctrica en «Ya conseguiste mi amor»
- Jean Pierre Magnet - Saxofón alto en «Nunca es tarde para amar»
- Henry Ueunten - Programación, teclados y arreglos
- Kike Robles - Guitarra acústica y Guitarra eléctrica
- Gerardo Manrique - Guitarra eléctrica y coros
- Gonzalo Polar - Saxofón soprano y Saxofón alto
- Aldo Montalvo - Bajo eléctrico en «Sin ti»
- Elías Ponce Junior - Sampler, teclados y dirección coral
- Cristóbal Mujica - batería en «Al final de una historia» y «Ya conseguiste mi amor»
- Alberto "Chino" Chong - Programación, arreglos y dirección en «Bla bla bla» y «Si nos volvemos a amar»
- Mónica Zevallos - coros y solos

Producido, dirigido y realizado por Jorge Pardo.

Grabado en Estudios Elías Ponce - Lima, Perú
- Jorge Pardo – productor discográfico
- Fernando Casas – Productor ejecutivo
- Aldo Montalvo - Ingeniero de sonido
- Elías Ponce Junior - Asistente de mezcla
- Teresa Lay - Fotografía
- Tantum - Diseño y diagramación

### Agradecimientos
"A mis queridos amigos "Los Señores Músicos" Gerardo Manrique (por su apoyo y su alma), Amadeo Gaviria, Lalo Tafur, Gonzalo Polar, Mónica Zevallos, Coqui Pérez Alvela, Andrés Landavere, Elías Ponce (Junior), Jean-Pierre Magnet, Eudin Maeshiro, Mayssa Sánchez, Magaly Sánchez, Kike Robles, Henry Ueunten (por su paciencia y feeling), a "Machi" (por dejarme en el camino con fé en un sueño hecho realidad), a mi hermano Lucho Pardo (por enseñarme a cantar y su ayuda incondicional en esta aventura), a "Fany" y "Katy", a Gaby Lentino (por esa historia sin final), a Marie Bonneau (por haberme hecho reír tanto todo este tiempo), a Fernando Casas (por creer en mí) y muy especialmente a mis PADRES por su cariño, comprensión, aliento y críticas.

AGRADECIMIENTO ESPECIAL:

A nuestro gran amigo de siempre Alberto "CHINO" Chong (donde quiera que te encuentres).

Al grupo FRAGIL por su amistad y mística.

A Pedro Suárez-Vértiz por su claro concepto musical: "El feeling es inversamente proporcional a la perfección".

A Humberto y Gonzalo Polar por su honesta y sincera amistad.

Al señor Alejandro Lerner por enseñarme que por medio de la música llegamos al amor, que es el idioma mas universal.

Y a Dios por sobre todas las cosas".
Jorge Pardo